# حمام روماني

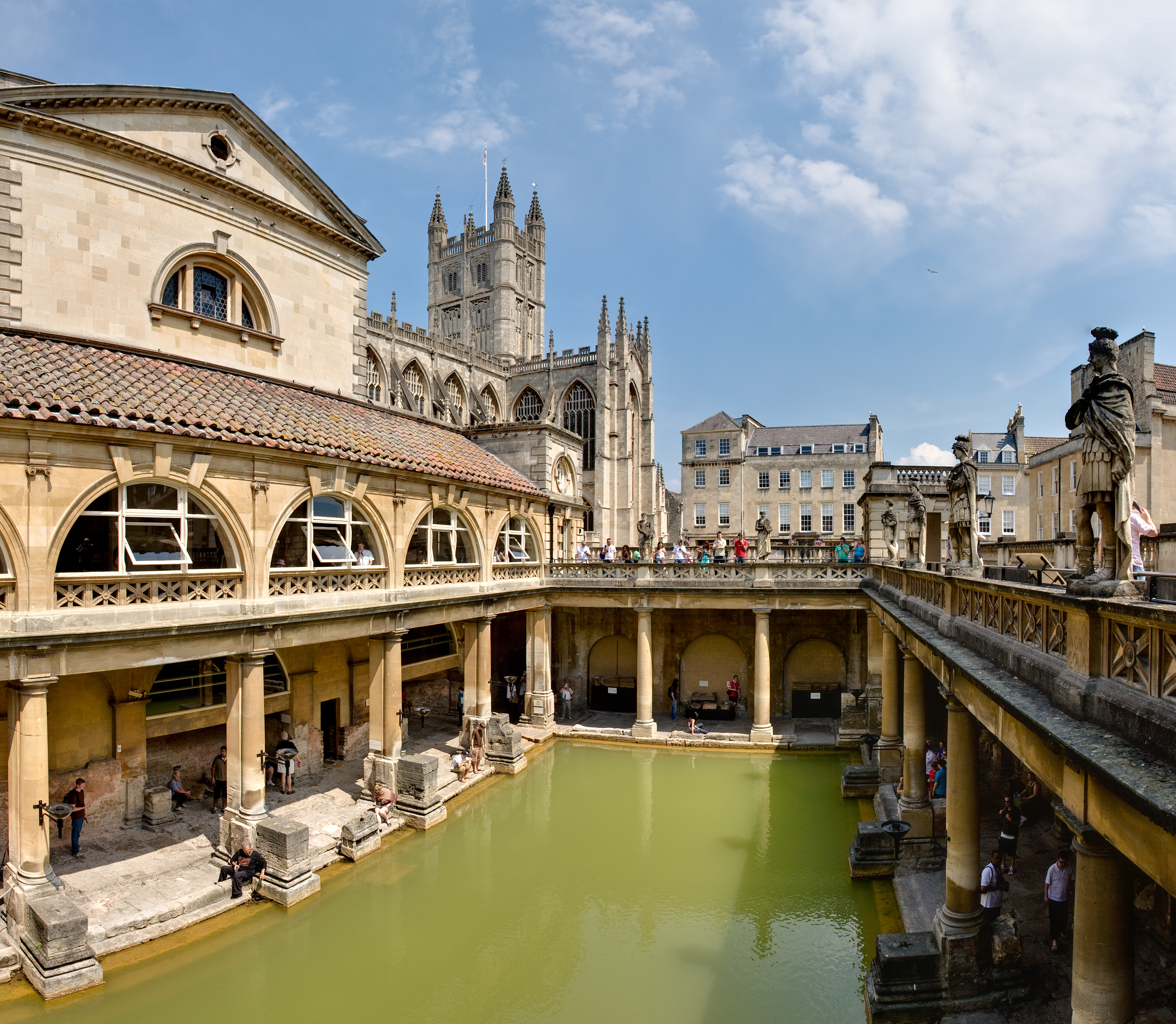
حمام روماني عام في مدينة باث بإنجلترا. أُضيفت الأجزاء الكائنة فوق الأعمدة للحمام الأصلي.

في روما القديمة، استخدمت كلمة ثيرما (من الإغريقية θερμός ثِيرْمُوس، وتعني الساخنة) وكلمة بالنيه (من اليونانية βαlectανεῖον balaneion) لوصف مرافق للاستحمام بالمياه الساخنة. يشير مصطلح ثيرما عادة إلى مجمعات الحمامات الإمبراطورية الكبيرة، في حين أن كلمة بالنيه استخدمت للمرافق أصغر حجمًا، عامة أو خاصة، والتي كانت منتشرة بأعداد كبيرة في جميع أنحاء روما.
كان لدى معظم المدن الرومانية مبنى واحد على الأقل - إن لم يكن الكثير - من هذه المباني، والتي لم تكن مراكز للاستحمام فحسب، بل للتواصل الاجتماعي والقراءة أيضًا. كما وجدت هذه الحمامات أيضًا في الفيلات الخاصة للأغنياء والمنازل المستقلة والحصون، وزودت بالمياه من نهر أو جدول مجاور، أو عن طريق قناة مائية إذا كانت داخل المدن. تسخن المياه بالنار ثم توجه إلى الكالداريوم (غرفة الاستحمام الساخنة). ناقش المهندس المعمار الروماني فيتروفيو تصميم الحمامات في كتابه (دي أركيتيتورا) في الفصل العاشر.

## معرض صور

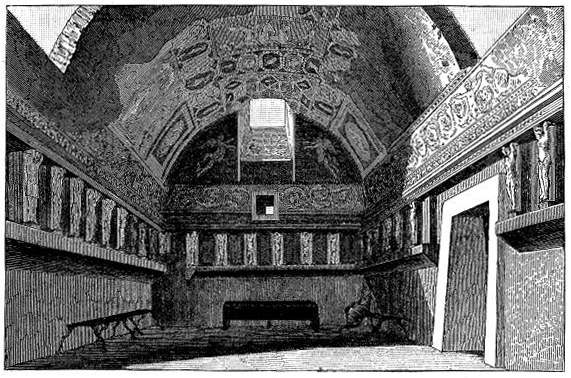
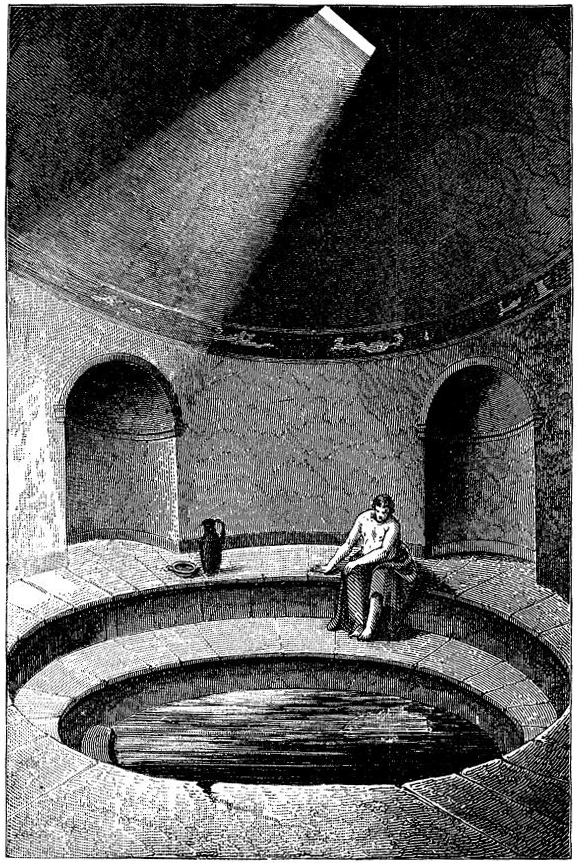
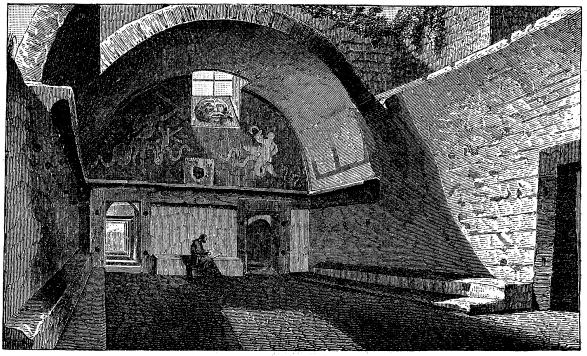
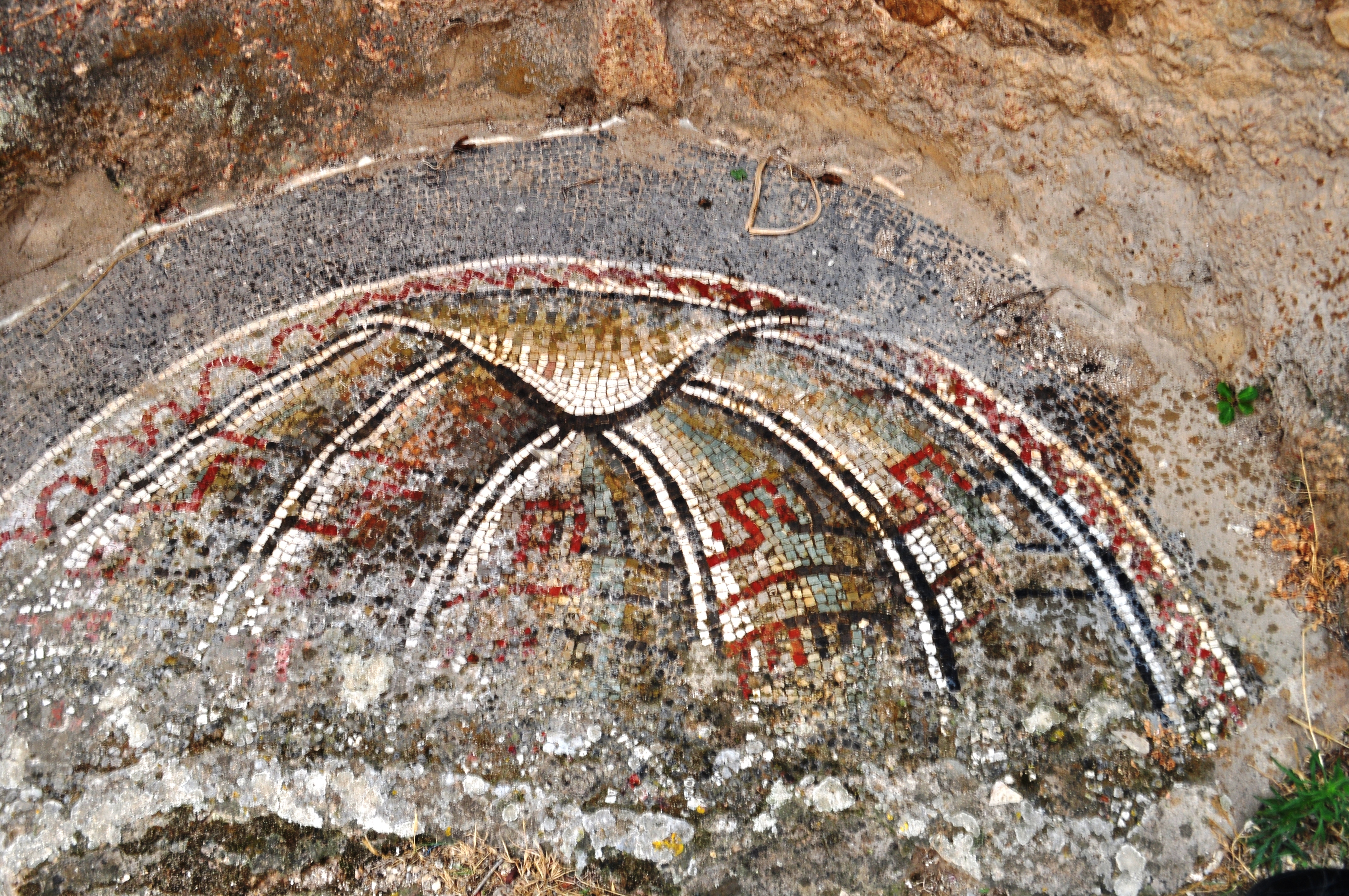
فسيفساء حمام ساخن
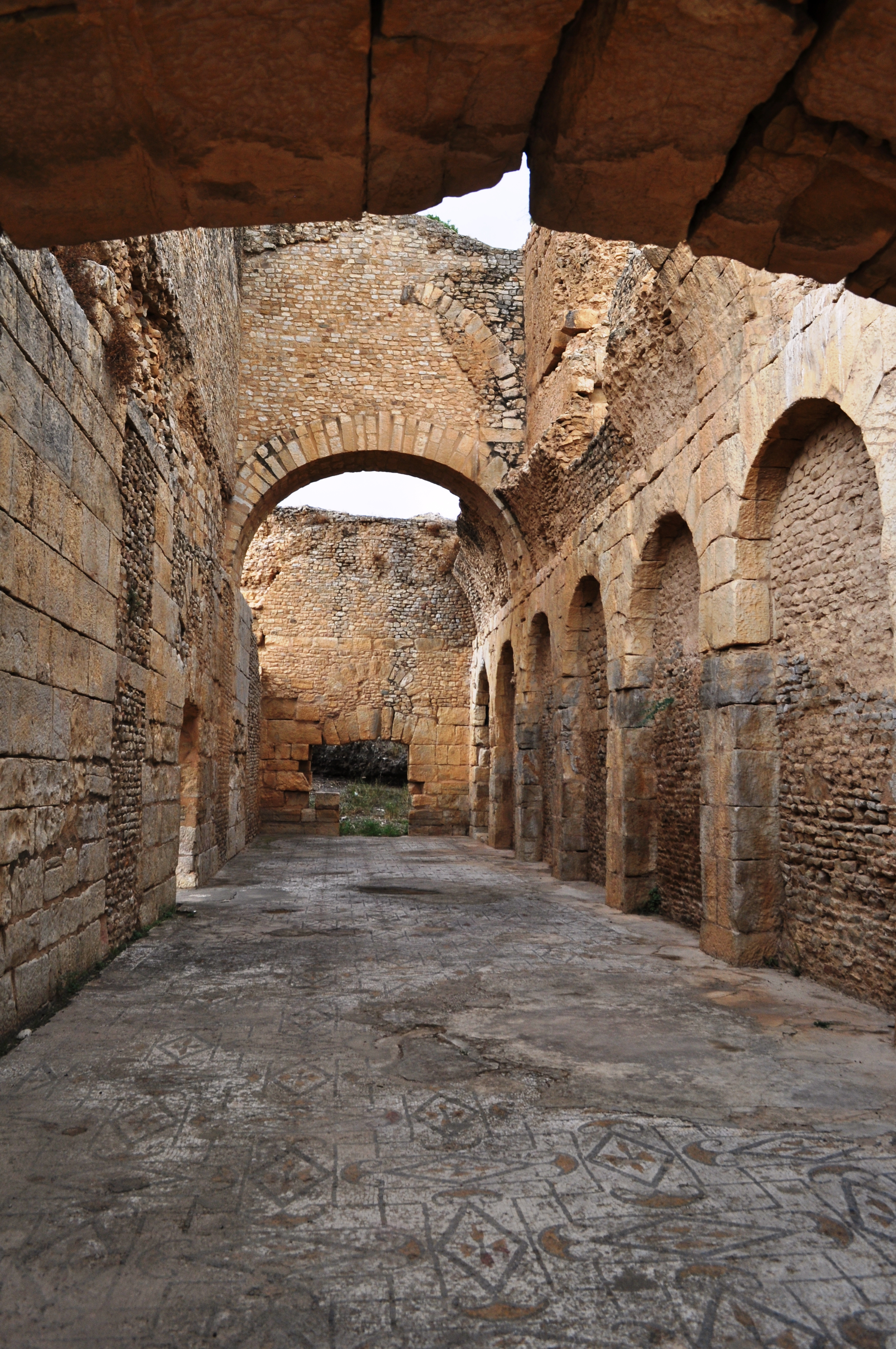
الحمامات الحرارية من الداخل